# Cromane
Cromane (iriska: An Cromán) är en ort i republiken Irland.   Den ligger i grevskapet Ciarraí och provinsen Munster, i den sydvästra delen av landet, 280 km sydväst om huvudstaden Dublin. Cromane ligger 7 meter över havet och antalet invånare är 115.
Terrängen runt Cromane är varierad. Havet är nära Cromane åt nordväst.Runt Cromane är det glesbefolkat, med 18 invånare per kvadratkilometer. Närmaste större samhälle är Killorglin, 7,8 km öster om Cromane. Trakten runt Cromane består i huvudsak av gräsmarker.